# Запис дуд код Врела (Ждрело)
Запис дуд код Врела (Ждрело) се налази на парцели чији је власник Јавно предузеће "Србијашуме".

## Локација
| Општина             | Петровац на Млави                                                |
| Катастарска општина | Ждрело                                                           |
| Потес               | Лугомар                                                          |
| Координате          | 44° 18′ 28″ С; 21° 30′ 03″ И / 44.3078° С; 21.500699999999998° И |
| Надморска висина    | 194m                                                             |

## Карактеристике
Дендрометријске вредности утврђене на терену и сателитским снимцима:
| Стабло                     | Дуд |
| Висина стабла              | m   |
| Обим дебла                 | m   |
| Пречник крошње             | 9m  |
| Пречник дебла              | m   |
| Висина дебла до прве гране | m   |

## База записа
Запис је у оквиру Викимедија пројекта "Запис - Свето дрво" заведен под редним бројем 0559.